# Rue des Hauts-Montibœufs
Cet article court présente un sujet plus développé dans : rue de l'Adjudant-Réau et rue du Capitaine-Marchal.
La rue des Hauts-Montibœufs est une voie du 20e arrondissement de Paris. C'est un ancien chemin rural de la commune de Charonne, rattachée à Paris par la loi du 16 juin 1859. Elle s'appelait lors de l'annexion « sentier des Bua ».
En souvenir de la catastrophe du dirigeable République survenue en 1909, la rue des Hauts-Montibœufs a été divisée en deux en 1915 et porte les noms de deux victimes de cette catastrophe depuis cette date :
- rue de l'Adjudant-Réau ;
- rue du Capitaine-Marchal.